# Вооружённые силы Чешской Республики
Вооружённые силы Чешской Республики (чеш. Ozbrojené síly České republiky) являются вооруженными силами Чешской Республики. Они состоят из Армии Чешской Республики, Военной канцелярии Президента Чешской Республики и Замковой стражи, как определено в Законе № 219/1999 о Вооруженных силах Чешской Республики. В настоящее время верховным главнокомандующим Вооруженных сил Чешской Республики является президент Республики Петр Павел.
Термин «Вооруженные силы Чешской Республики» определен законом. Однако в ряде чешских военных документов он используется и для обозначения собственно армии Чешской Республики. В доктрине вооруженных сил Чешской Республики от 2004 года называется Доктриной армии Чешской Республики (Doktrína Armády České republiky). Кроме того в Белой книге по обороне 2011 года термин «вооруженные силы» понимается иначе, чем в Законе № 219/1999, и включает в себя сухопутные, воздушные, специальные и вспомогательные силы, военную полицию, военную разведку, военную канцелярию президента Чехии и замковую охрану.. В стратегии безопасности Чешской Республики 2015 года говорится, что «вооруженные силы, основу которых составляет Армия Чешской Республики, играют ключевую роль в поддержке реализации оборонной политики».

## Структура

### Армия Чешской Республики
Армия Чешской Республики является основой вооруженных сил. Ее возглавляет Генеральный штаб Армии Чешской Республики, в состав которого входят Командование сухопутных войск и Командование военно-воздушных сил.

### Военная канцелярия президента Республики
Военная канцелярия президента Республики выполняет задачи, связанные с осуществлением полномочий президента как главнокомандующего вооруженными силами и управлением замковой гвардией. Его возглавляет начальник, подчиняющийся непосредственно президенту.

### Замковая стража
Замковая стража обеспечивает безопасность и оборону территории Пражского Града и других зданий, а также организует воинские почести в официальных случаях. Замковая стража подчиняется начальнику военной канцелярии президента Республики.

## Примечание
1. ↑  Armed Forces » Professional Army. Ministry of Defence & Armed Forces of the Czech Republic. Ministry of Defence. Дата обращения: 22 июня 2015. Архивировано 16 марта 2015 года.
2. ↑  Doctrine of the Armed Forces of the Czech Republic. Ministry of Defence & Armed Forces of the Czech Republic. Ministry of Defence. Дата обращения: 22 июня 2015. Архивировано 26 августа 2015 года.
3. ↑  České strategické dokumenty. Ministerstvo obrany České republiky. Ministry of Defence. Дата обращения: 22 июня 2015. Архивировано 11 декабря 2015 года.
4. ↑  The White Paper on Defence 2011. Ministry of Defence & Armed Forces of the Czech Republic. Ministry of Defence. Дата обращения: 22 июня 2015. Архивировано 22 июня 2015 года.
5. ↑  Strategy and Doctrine. Ministry of Defence & Armed Forces of the Czech Republic. Ministry of Defence. Дата обращения: 22 июня 2015. Архивировано 26 августа 2015 года.